# Gotlandsmusiken
Gotlandsmusiken eller Gotlands Musikstiftelse startade 1988 och har i uppdrag att värna och utveckla musiklivet i Region Gotland. Förutom att samordna olika grupper, artister och arrangörer har man även egen verksamhet i form av 6 olika egna ensembler.

## Ensembler

### Gotlandsmusikens Blåsorkester
Blåsorkestern är den största ensemblen där alla anställda musiker ingår. Ensemblen består av 16 fast anställda musiker och spelar en bredd av olika genrer.

### Gotlandsmusikens Storband
Storbandet är en av de mer kända ensemblerna i Gotlandsmusiken och består av 11 fast anställda musiker som kompletteras vid behov.

### Gotlandsmusikens Brass
Den sex man starka Brassensemblen spelar ofta med körer, i kyrkor, i äldreomsorgen och liknande. Förutom att de även fungerar som brassektionen i Blåsorkestern och Storbandet medverkar de även i barnmusikaler och spelar brunnsmusik på tidstypiska instrument.

### Gotlandsmusikens Jazzkvartett
Gotlands Jazzkvartet bildades ursprungligen som en Jazztrio 1993 men utökdes 2010 till en kvartett. Kvartetten spelar både originalmusik och så kallade jazzstandards

### Gotlands Blåsarkvintett
Blåsarkvintetten har ett brett uppdrag med allt ifrån att spela banrmusikaler till att spela kammarmusik. De har sedan många år tillbaka ett samarbete med den polska stråkkvintetten Multicamerata.

### Gotlands Sinfonietta
Gotlands Sinfonietta är en ensemble som blandar professionella musiker med amatörer, lärare och elever. Den är ett samarbete mellan Campus Gotland (tidigare Högskolan på Gotland), Elfrida Andréegymnasiet (från hösten 2014 gick gymnasierna i Region Gotland samman och bildade Wisbygymnasiet), Kulturskolan, Gotlands Tonsättarskola och Musikaliska sällskapet i Visby.